# Tiligovinovke
Tiligovinovke (lobelijevke, lat. Lobelioideae), nekada samostalna biljna porodica Lobeliaceae, danas potporodica koja čini dio porodice Campanulaceae. 
Latinsko ime dolazi po rodu Lobelia, jednogodišnjem raslinju i trajnicama čiji se predstavnici nalaze po svim kontinentima. Poznatija vrsta je plavi vjerenik ili Plava lobelija (Lobelia erinus).
Lobelije su otrovne biljke a od američke vrste Lobelia inflata dobiva se droga koja sadržava više od 10 različitih alkaloida.

## Rodovi
Potporodici pripada 29 rodova:
1. Dialypetalum Benth. (5 spp.)
2. Lobelia L. (440 spp.)
3. Sclerotheca A. DC. (10 spp.)
4. Trematolobelia Zahlbr. ex Rock (8 spp.)
5. Brighamia A. Gray (2 spp.)
6. Delissea Gaudich. (15 spp.)
7. Cyanea Gaudich. (81 spp.)
8. Clermontia Gaudich. (22 spp.)
9. Solenopsis C. Presl (9 spp.)
10. Wimmerella Serra, M. B. Crespo & Lammers (10 spp.)
11. Dielsantha E. Wimm. (1 sp.)
12. Monopsis Salisb. (15 spp.)
13. Unigenes E. Wimm. (1 sp.)
14. Lithotoma E. B. Knox (3 spp.)
15. Isotoma (R. Br.) Lindl. (10 spp.)
16. Ruthiella Steenis (3 spp.)
17. Diastatea Scheidw. (8 spp.)
18. Wimmeranthus Rzed. (1 sp.)
19. Palmerella A. Gray (1 sp.)
20. Porterella Torr. (1 sp.)
21. Legenere McVaugh (1 sp.)
22. Howellia A. Gray (1 sp.)
23. Downingia Torr. (13 spp.)
24. Lysipomia Kunth (32 spp.)
25. Hippobroma G. Don (1 sp.)
26. Heterotoma Zucc. (1 sp.)
27. Siphocampylus Pohl (240 spp.)
28. Centropogon C. Presl (213 spp.)
29. Burmeistera H. Karst. & Triana (139 spp.)